# راي كولينز (لاعب كرة قدم أمريكية)
راي كولينز (بالإنجليزية: Ray Collins)‏ هو لاعب كرة قدم أمريكية أمريكي، ولد في 4 أغسطس 1927 في تومبول في الولايات المتحدة، وتوفي في 3 نوفمبر 1991.

## وصلات خارجية
- راي كولينز على موقع مرجع كرة القدم المحترفة.كوم (الإنجليزية)